# Michel Roussin
Pour les articles homonymes, voir Roussin.
Michel Roussin, né le 3 mai 1939 à Rabat (Maroc), est un homme politique français, haut fonctionnaire et dirigeant d'entreprise.

## Biographie
Officier de gendarmerie, il est en début de carrière commandant militaire à l'hôtel de Matignon sous trois premiers ministres successifs (Jacques Chaban-Delmas, Pierre Messmer et Jacques Chirac).
En 1977, il devient directeur de cabinet d'Alexandre de Marenches, directeur du SDECE (maintenant DGSE), service de renseignements extérieur français, jusqu'à l'élection de François Mitterrand à la Présidence de la République en mai 1981. Il est ensuite chef de cabinet puis directeur de cabinet de Jacques Chirac à la mairie de Paris et à Matignon (chef de cabinet) pendant la première cohabitation entre 1984 et 1993. Nommé ministre de la Coopération au sein du gouvernement Édouard Balladur en 1993, il démissionne l'année suivante à la suite d'une mise en examen dans l'affaire des HLM de Paris ; le juge d'instruction prononce un non-lieu.
Nommé à la présidence de SAE International, entreprise de construction dans l'orbite de la banque Paribas, Michel Roussin cumule en 1997 cette fonction avec la présidence du comité Afrique du MEDEF et la délégation de la francophonie à la mairie de Paris, avant de devenir vice-président du groupe Bolloré de 2000 à 2010. Il a créé et animé l'émission Paroles d'Afrique sur Direct 8, chaîne du groupe Bolloré, dont les premiers invités furent l'ambassadeur du Congo Brazzaville, Henri Lopès, et Louis Gardel, écrivain, scénariste de Fort Saganne ; Denis Sassou-Nguesso, président du Congo Brazzaville, fit l'objet d'un reportage au cours de cette émission. L’émission a été critiquée pour ses partis pris en faveur de dirigeants africains proches de Vincent Bolloré. En 2010, il quitte le groupe Bolloré pour devenir conseiller du président d'EDF, poste qu'il quitte en 2015 pour revenir chez Bolloré, chargé de la construction d'une boucle ferroviaire en Afrique de l'ouest,.
Son appartenance supposée à la franc-maçonnerie a été évoquée par Patrice Burnat et Christian de Villeneuve, son affiliation supposée à la Grande Loge unie d'Angleterre a été évoquée par Ghislaine Ottenheimer et Renaud Lecadre.

## Chronologie
- 1972 - 1974 : Commandant militaire de l’Hôtel Matignon successivement sous les gouvernements de Jacques Chaban-Delmas, Pierre Messmer et Jacques Chirac
- 1975 - 1976 : Sous-préfet à Tours (Indre-et-Loire)
- 1977 - 1981 : Directeur de cabinet d’Alexandre de Marenches au SDECE
- 1981 : Chef de service au ministère de la Défense
- 1981 - 1983 : Chargé de mission auprès du président de la Générale des eaux
- 1984 - 1988 : Chef de cabinet de Jacques Chirac à la Ville de Paris puis à Matignon
- 1988 - 1993 : Directeur de cabinet du maire de Paris
- Mars 1993 - mai 1993 : Député de la troisième circonscription de Paris[8]
- Mai 1993 - novembre 1994 : Ministre de la Coopération
- Novembre 1994 : Mis en examen dans « l’affaire des HLM de Paris », il démissionne de ses fonctions ministérielles, puis bénéficie d’un non-lieu
- 1996 - 1999 : Président de SAE International, une filiale du groupe Eiffage, il est parallèlement Président du comité Afrique-Caraïbes-Pacifique au sein du Medef International
- 2000 - 2010 : Vice-président du groupe Bolloré
- 2010-2014 : Conseiller du président d'EDF
- depuis janvier 2015 : Conseiller du président du groupe Bolloré

## Intégrité publique

### Affaire des HLM de Paris
Alors qu'il était devenu ministre de la Coopération d'Edouard Balladur en 1993, il avait démissionné de son poste en novembre 1994, deux jours avant d'être mis en examen dans l'affaire des fausses factures des HLM de la ville de Paris et des Hauts-de-Seine. M. Roussin a bénéficié ensuite d'un non-lieu en décembre 1995.
Le juge d'instruction écrit que « l'instruction n'est pas parvenue à établir formellement l'implication personnelle de responsables au sein de l'appareil politique du RPR », tout en relevant qu'« un grand nombre de témoignages, corroborés par divers éléments factuels, concourent à établir que Jean-Claude Méry avait reçu mission d'assurer le financement des activités politiques de ce parti en collectant des fonds, notamment auprès des entreprises fournisseurs de l'OPAC. » (cité par Le Monde du 25 janvier 2006). Ainsi, lors du procès, les hommes politiques clés de la capitale comme Jean Tiberi, Michel Roussin ou Jacques Chirac sont absents, ayant bénéficié de non-lieu, de vices de forme ou de protection statutaire.

### Affaire des marchés publics d'Île-de-France
Dans l'affaire des marchés publics d'Île-de-France, Michel Roussin a été condamné en première instance en octobre 2005 pour « complicité et recel de corruption » à quatre ans de prison avec sursis, 50 000 euros d'amende et cinq ans de privation des droits civiques, civils et familiaux.
Devant le tribunal, Michel Roussin a nié avoir eu un rôle dans la corruption. Il a néanmoins admis avoir eu connaissance du dispositif de corruption au cœur du procès, une stratégie qui ne lui a pas permis d'avoir la relaxe qu'il demandait. Michel Roussin s'est refusé à évoquer le rôle éventuel de son ancien mentor, Jacques Chirac. Roussin a ensuite fait appel de cette décision mais la condamnation est confirmée le 7 novembre 2006 et son pourvoi en cassation rejeté le 20 février 2008.

## Distinctions
- Grand officier de l'ordre du Mono, 1994[13]
- Commandeur de la Légion d'honneur, 14 avril 2017[14].